# Scooby Doo: The Museum of Mysteries
Scooby Doo: The Museum of Mysteries is een trackless darkride in het attractiepark Warner Bros. World Abu Dhabi. De darkride opende op 25 juli 2018 tegelijk met de rest van het park. 
De 4,5 minuut durende darkride staat in het teken van de animatieserie Scooby-Doo. Tijdens de rit leggen de voertuigen een parcours door een museum, met horror thema, af. Langs het parcours spelen zich diverse scènes af met daarin de personages van de animatieserie in de hoofdrol. 